# Anthony Thomas
(en) Statistiques sur pro-football-reference
Anthony Jermaine Thomas (né le 7 novembre 1977 à Winnfield) est un Américain, joueur et entraîneur de football américain.

## Enfance
Thomas étudie à la Winnfield Senior High School où il fait partie des équipes de football américain, d'athlétisme et de basket-ball. Avec 106 touchdown inscrits par la passe, il y bat le record lycéen de l'État de Louisiane. Il est sélectionné dans l'équipe-type All-American par Prep Football Report qui lui décerne aussi le prix de deuxième meilleur running back lycéen du pays.

## Carrière

### Université
Il intègre l'université du Michigan où il joue pour l'équipe de football américain des Wolverines qui évolue en NCAA Division I FBS. Au terme de la saison régulière 1997 (en), Michigan reste invaincu et remporte le titra national décerné par AP. Il est ensuite désigné MVP des Citrus Bowl 1999 et 2001. Il bat les records de l'université au nombre de yards gagnés par la course ainsi qu'au nombre de touchdowns inscrits par la course. Le premier record sera battu par Mike Hart (en) quelques années plus tard.

### Professionnel
Anthony Thomas est sélectionné en  trente-huitième choix global lors du second tour de la draft 2001 de la NFL par la franchise des Bears de Chicago au. Lors de sa première saison professionnelle (rookie), il gagne 1183 yards et inscrit sept touchdowns par la course. Il est désigné NFL Rookie of the Year en fin de saison. Il joue encore deux saisons comme titulaire avant de se voir concurrencer par Thomas Jones.
En 2005, il signe chez les Cowboys de Dallas où il devient le remplaçant de Julius Jones. Néanmoins, sur les quelques jeux auxquels il prend part, Thomas ne convainc pas ses entraîneurs qui lui préfèrent Marion Barber à ce poste de remplaçant. Il est libéré au mois de novembre. Les Saints de La Nouvelle-Orléans l'engagent après la blessure de Deuce McAllister mais il y est cantonné au poste de remplaçant.
Le 28 avril 2006, Thomas signe chez les Bills de Buffalo où il est considéré pendant deux saisons comme second choix au poste de running back. Même s'il dispute tous les matchs des saisons 2006 et 2007, il n'en débute que quatre comme titulaire.

## Palmarès
- MVP du Citrus Bowl 1999 et 2001
- Rookie offensif de la saison 2001